# NGC 658
NGC 658 је спирална галаксија у сазвежђу Рибе која се налази на NGC листи објеката дубоког неба.
Деклинација објекта је + 12° 36' 5" а ректасцензија 1h 42m 9,8s. Привидна величина (магнитуда) објекта NGC 658 износи 12,3 а фотографска магнитуда 13,1. Налази се на удаљености од 36,545 милиона парсека од Сунца. NGC 658 је још познат и под ознакама UGC 1192, MCG 2-5-9, CGCG 437-9, IRAS 01394+1220, PGC 6275.